# Lasiopetalum floribundum
Lasiopetalum floribundum är en malvaväxtart som beskrevs av George Bentham. Lasiopetalum floribundum ingår i släktet Lasiopetalum och familjen malvaväxter. Inga underarter finns listade i Catalogue of Life.